# Уилский район
Уилский район (каз. Ойыл ауданы) — административно-территориальная единица второго уровня на западе Актюбинской области Казахстана. Административный центр района — село Уил.

## Физико-географическая характеристика
Рельеф территории — эрозионно-денудационная равнина, центральная часть расчленена оврагами. По долинам рек — песчаные массивы. Поверхность сложена верхнемеловыми отложениями. Месторождения нефти, газа, гипса, известняка, галечника. Климат континентальный. Средние температуры января — -14…-16°С, июля — 22…24°С. Осадков выпадает 200—250 мм в год, По территории района протекает река Уил с притоками Ащыойыл, Киыл, Кайынды и др. Много мелких озёр (Камысколь, Сорколь и др.). Значительны запасы подземных вод. Почвы светло- и тёмно-каштановые солонцеватые. Растут полынь, типчак, овсец, чий, житняк, в песках Баркан — сосновые леса. Обитают волк, лисица, корсак, сайгак, кабан, суслик, хомяк, утка, гусь, дрофа и др.

## История
Впервые Уильский район был образован в составе Актюбинской губернии 19 ноября 1921 года на базе Уильского уезда. 27 июля 1922 года был упразднён.
14 мая 1927 года Уильский район был воссоздан в составе Адаевского уезда (с 1928 — Адаевского округа). 10 апреля 1929 года Уильский район был передан в Актюбинский округ, в составе которого оставался до его ликвидации в 1930 году, после чего перешёл в прямое подчинение Казакской АССР. 20 февраля 1932 года Уильский район вошёл в состав Уральской области, но уже 4 июля был передан в Актюбинскую область.
В январе 1963 года Уилский район был упразднён, но уже в декабре 1964 года восстановлен.

## Население
Национальный состав (на начало 2019 года):
- казахи — 18 492 чел. (99,15 %)
- русские — 122 чел. (0,65 %)
- татары — 31 чел. (0,17 %)
- украинцы — 4 чел. (0,02 %)
- другие — 14 чел. (0,08 %)
- Всего — 18 651 чел. (100,00 %)

## Административно-территориальное деление
Уилский район состоит из 7 сельских округов, в составе которых находится 22 села:
| Сельский округ                 | Населённые пункты                                                   |
| Каиндинский сельский округ     | село Акжар, село Косембай                                           |
| Караойский сельский округ      | село Караой, село Кубасай                                           |
| Коптогайский сельский округ    | село Коптогай, село Амангельды, село Шубарши, село Карасу           |
| Сарыбийский сельский округ     | село Сарыбие, село Караколь                                         |
| Саралжинский сельский округ    | село Кемер, село Аккемер, село Шикудук, село Бестамак, село Конырат |
| Уилский сельский округ         | село Уил, село Каракемер, село Акшатау, село Екпетал                |
| Сельский округ им. Ш. Берсиева | село Каратал, село Кумжарган, село Карасу                           |